# Bruce Tasker
Bruce Tasker (n. 2 septembrie 1987, Lawrenny⁠(d), Pembrokeshire, Țara Galilor, Regatul Unit) este un bober ce a reprezentat Regatul Unit al Marii Britanii și al Irlandei de Nord, medaliat olimpic. A participat la o ediție a Jocurilor Olimpice (2014) în care a câștigat o medalie de bronz.

## Participări
Lista de mai jos prezintă principalele competiții la care a participat Bruce Tasker de-a lungul carierei.
- bobsleigh at the 2014 Winter Olympics – four-man[*]